# Udruga korporativnih pravnika
Udruga korporativnih pravnika osnovana je 15. svibnja 2007. godine na inicijativu grupe pravnika koji su željeli zaštiti svoj profesionalni položaj strukovnim organiziranjem pravnika zaposlenih u trgovačkim društvima.
Osnutkom udruge željelo se unijeti pozitivne promjene u karijerni put i status korporativnih pravnika u smislu međusobnog povezivanja i okupljanja svih korporativnih pravnika s položenim pravosudnim ispitom i njihovim aktivnostima vezanim za promicanja interesa pravne struke u gospodarstvu te strukovnim usavršavanjem. Udruga je članica European Company Lawyers Association – ECLA. Sjedište joj je u Zagrebu.

## Povijest Udruge
Ideja osnivanja Udruge nastala je 2005. godine pokretanjem inicijative za osnivanje Hrvatske komore pravnika u gospodarstvu koju su korporativni pravnici pokrenuli zajedno s Hrvatskom gospodarskom komorom, Hrvatskom obrtničkom komorom i Savezom udruga pravnika u gospodarstvu. Formiran je Inicijativni odbor za osnivanje Hrvatske komore pravnika u gospodarstvu i predložene su izmjene Zakona o parničnom postupku. Do danas je poduzeto niz aktivnosti u svrhu zaštite profesionalnog digniteta i slobode rada unutar pravne struke pod ravnopravnim uvjetima. Resorno ministarstvo nije imalo sluha ni za jedan od ovih prijedloga te se i dalje željelo ostvariti ciljeve definirane inicijativom za strukovno organiziranje pravnika u gospodarstvu putem formalne organizacije. U svibnju 2007. godine održana je osnivačka skupština Udruge korporativnih pravnika koja je 01.06.2007. godine upisana u registar udruga.

### Osnivači
1. Dubravka Berović
2. Svizor Danko
3. Josipa Jurinić
4. Irena Kajganić
5. Marina Kralj Miliša
6. Damir Lemaić
7. Aida Marijan
8. Olgica Mikinac
9. Marijan Pavlović
10. Martina Pejić
11. Vatroslav Sirovica
12. Silvije Skerlev
13. Ajka Ševerdija
14. Gordana Štanfel
15. Dražen Vuković
16. Ivica Zbožil

U studenom 2007. godine Udruga korporativnih pravnika postala je članica ECLA-e (European Company Lawyers Association), „krovne“ organizacije europskih korporativnih pravnika koja danas obuhvaća 19 europskih udruga koje zajedno broje preko 20.000 pravnika.

## Ciljevi Udruge
Osnovni cilj Udruge je promicanje interesa pravne struke u gospodarstvu te strukovno usavršavanje korporativnih pravnika.
Udruga teži ostvarivanju međunarodne suradnje sa srodnim organizacijama kao i učlanjenjem u takve organizacije, organizira stručna predavanja, seminare, savjetovanja radi stručne edukacije svojih članova, izdaje stručne časopisa i druge publikacija, okuplja članove radi razmjene informacija iz područja struke i sl.
Posebna pozornost daje se mladim kolegama pravnicima koji nemaju položen pravosudni ispit, a žele postati redovni članovi Udruge. U suradnji s Hrvatskom javnobilježničkom komorom, Udruga omogućuje zainteresiranim korporativnim pravnicima koji nemaju položen pravosudni ispit da pohađaju pripreme tj. teoretski dio stručnog obrazovanja za pravosudni ispit u organizaciji Hrvatske javnobilježničke komore.

## Položaj korporativnih pravnika
Korporativni pravnici, kao manjinska struka u trgovačkim društvima imaju prilično otežan karijerni put.
U pravilu pokrivaju cijelu lepezu pravnih pitanja koja se javljaju u društvima, sudjeluju pri sklapanju ugovora, zastupaju poslodavca pred sudom, rade na poslovima koji se odnose na imovinska i statusna pitanja trgovačkih društava društvima, bave se poslovima iz područja ljudskih resursa s naglaskom na radne odnose i sl. 
Pored toga, nemaju definiran profesionalni status za razliku od ostalih kategorija pravnika koji imaju svoje profesionalne organizacije putem kojih rješavaju svoja statusna i ostala pitanja (odvjetnici - odvjetničku komoru, javni bilježnici - javnobilježničku komoru, suci kao dužnosnici te pravnici u upravi kao državni službenici).

Korporativni pravnici i njihovi poslodavci ističu nužnost definiranja profesionalnog statusa korporativnih pravnika te izjednačavanje prava trgovačkih društava na ostvarivanje prava na naknadu troškova i u slučaju kada poslodavca zastupa korporativni pravnik,  a ne samo za slučaj kada ga zastupa odvjetnik.
Praksa je pokazala da samo pravnik zaposlen u društvu može istom društvu pružiti kompletnu uslugu, a to se posebno očituje u postupcima pred sudovima. Naime, pravnicima koji dolaze iz gospodarstva cilj je predmet riješiti što brže i efikasnije čime se postiže veća procesna disciplina.

O položaju korporativnih pravnika objavljen je "White paper" Europske asocijacije korporativnih pravnika /ECLA/ pod nazivom "Korporativni pravnici: nezavisni po funkciji", a sastoji se od gotovo 60 priloga visokopozicioniranih korporativnih pravnika iz prakse i znanstvenika koji predstavljaju 20 zemalja na četiri kontinenta.
"White paper" potvrđuje da je intelektualna nezavisnost nužni preduvjet za pravnu struku i relevantno pravno savjetovanje. Poslovni lideri imaju odgovornost osigurati da su pravnici u kompanijama u mogućnosti obavljati svoje poslove na način da zadrže dovoljnu razinu nezavisnosti kao faktor koji opravdava nivo kritičnosti rizika poslovanja kompanije. Kompanija najviše gubi ako pravnici moraju sami sebe cenzurirati, kaže profesor Christophe Roquilly koji je uredio ovo izdanje.

Pravnici u kompanijama moraju biti efikasni kako u napadu tako i u obrani i moraju biti u mogućnosti preuzeti rizike bez da ugroze integritet i etiku kompanije, što naravno zahtjeva davanje pravnih savjeta na nivou potpune intelektualne nezavisnosti.

Intelektualna nezavisnost znači slobodu od dogmatskog pristupa, posebno se podrazumijeva nezavisnost koja nema poveznice s radnim odnosom ili ugovorom o radu. 
Nadalje, ECLA "White paper" poziva na daljnji razvoj pravne regulative u zemljama u kojima profesija korporativnih pravnika nije regulirana.
Kako da se korporativni pravnici postave u zemljama u kojima im se ne priznaje intelektualna nezavisnost, koja je neophodna za njihovo funkcioniranje?
ECLA "White paper" ima za cilj otvoriti diskusiju po tom pitanju bez ikakvih tabua.

## Članstvo u Udruzi
Udruga danas broji oko 200 članova i to:

a)	redovni - pravnici u gospodarstvu, ustanovi i sl., koji imaju položen pravosudni ispit; svi ostali diplomirani pravnici zaposleni u trgovačkom društvu koji rade na pravnim poslovima na mjestu člana uprave, izvršnog direktora, direktora, pomoćnika direktora ili na drugom rukovodećem mjestu u trgovačkom društvu; diplomirani pravnici po posebnoj odluci Predsjedništva Udruge.
b)	podupirući – diplomirani pravnici koji nemaju uvjete za članstvo u Udruzi ili su im ti uvjeti prestali, a prihvaćaju ciljeve Udruge te su izrazili želju za članstvom, kao i oni diplomirani pravnici koji svojim radom, materijalnim doprinosom ili na drugi način doprinose ostvarivanju ciljeva Udruge. Članstvo u Udruzi im se odobrava po odluci Predsjedništva Udruge.
c)	počasni - članovi iz redova uvaženih pravnika po odluci Predsjedništva Udruge

## Inicijative
- prijedlog za osnivanje Hrvatske komore pravnika u gospodarstvu, odnosno zasebnog razreda unutar Odvjetničke komore
- Ministarstvo pravosuđa - status korporativnih pravnika
- Hrvatska javnobilježnička komora - teoretski dio stručnog obrazovanja za polaganje pravosudnog ispita
- Ministarstvo pravosuđa - zahtjev za uvrštavanje magistra prava u Popis reguliranih profesija u Republici Hrvatskoj
- Ministarstvo vanjskih i europskih poslova - usklađivanje prijevoda propisa
- Ministarstvo pravosuđa - strategija razvoja pravosuđa za razdoblje od 2013. do 2018. godine
- Ministarstvo pravosuđa – e-spis

## Vanjske poveznice
- http://www.udruga-korporativnih-pravnika.hr/  Arhivirana inačica izvorne stranice od 10. ožujka 2014. (Wayback Machine)
- http://www.ecla.org/

  Napomena: Ovaj tekst ili jedan njegov dio preuzet je s mrežnih stranica Udruge korporativnih pravnika(http://www.udruga-korporativnih-pravnika.hr  Arhivirana inačica izvorne stranice od 10. ožujka 2014. (Wayback Machine)) dopusnica|http://www.udruga-korporativnih-pravnika.hr|